# 멕아이씨에스
멕아이씨에스(Mek ICS Co. Ltd.)는 대한민국의 기업이다. 본사는 경기도 파주시 상지석길 21에 위치해 있으며 대표이사는 김종철이다. 인공호흡기 및 환자감시장치를 제조하며 중국을 포함한 전 세계적으로 호흡기 질환 확산 속에서 주가가 급등한 적이 있다

## 상장
2015년 12월 14일 주관사를 키움증권으로 공모가 4,500원(공모가 희망밴드 7,500 ~ 9,000원)에 상장하였다. 

## 같이 보기
- 폐렴

## 참고 문헌
1. ↑  맥아이씨에스, 호흡치료기 미 FDA 품목허가 신청
2. ↑  멕아이씨에스, 전 세계 폐렴 급증에 주가 급등, 생물시간, 2023년 12월 1일
3. ↑  새 도약 준비 ‘멕아이씨에스’ 김종철 대표 “호흡치료 대중화...신제품으로 비약 성장 추구”, 팍스TV, 2023년 3월 30일
4. ↑  정민구, 멕아이씨에스, 전 세계 폐렴 급증에 주가 급등, 바이오타임즈, 2023-12-01